# Mongoleon modestus
Mongoleon modestus är en insektsart som beskrevs av Hölzel 1970. Mongoleon modestus ingår i släktet Mongoleon och familjen myrlejonsländor. Inga underarter finns listade i Catalogue of Life.